# Was jetzt los!?!
Was jetzt los!?! ist ein Lied des Berliner Rappers D-Irie. Der Song wurde am 13. Oktober 2006 veröffentlicht und ist ein Disstrack gegen das Hip-Hop-Label Aggro Berlin, insbesondere gegen die Rapper Fler und B-Tight. Es ist zugleich die erste Single seines Debütalbums Live dabei.

## Inhalt
In der ersten Strophe von Was jetzt los!?! richtet sich D-Irie gegen das Label Aggro Berlin und bezeichnet dessen Rapper als „Spasten-Kinder, die Faxen machen“. Diese hätten nur zum Schein ein Image als Hustler und Gangster, doch würden in Wahrheit für ihren Schutz bezahlen. Dabei droht er ihnen Gewalt an und verwendet verschiedene Kraftausdrücke als Beleidigungen, wie „Arschkriecher“, „Opfer“, „Nutten“ und „Toys“. Die zweite Strophe greift den Rapper Fler direkt an. Dieser verstecke seinen Schmuck und traue sich nur mit Bodyguards in den Club, doch habe trotzdem „auf die Fresse gekriegt“. In der dritten Strophe disst D-Irie den Rapper B-Tight, der zu diesem Zeitpunkt als einziger noch kein Soloalbum bei Aggro Berlin veröffentlicht hatte. Statt ihm wurde mit Harris „ein anderer Nigger“ an Sidos Seite gesetzt, der besser ins Konzept passe. Zudem habe B-Tight Sido bei einer tätlichen Auseinandersetzung mit dem Rapper Azad nicht verteidigt und solle deshalb nicht künstlich auf hart machen.

„Ihr dachtet, es wär vorbei

Doch jetzt geht’s erst richtig los

Ihr schwitzt ab und kackt euch ein

Was jetzt los!?! Huh? Huh? Was jetzt los!?!“

## Produktion
Das Lied wurde von den Musikproduzenten TC Roc und DK produziert, die beide neben D-Irie auch als Autoren fungierten.

## Musikvideo
Bei dem zu Was jetzt los!?! gedrehten Musikvideo führten Big Sal und Piet Esch Regie. Es verzeichnet auf YouTube über 900.000 Aufrufe (Stand: September 2024). Im Video fährt D-Irie in einem Pick-up der Marke Dodge durch Berlin, während auf der Ladefläche Doubles von Fler und B-Tight in einem Käfig sitzen. In einigen Szenen ist eine aggressive Menschenmenge zu sehen und zwischendurch werden vermeintliche Zeitungsartikel eingeblendet. Wenig später wird es dunkel und D-Irie rappt in einer Lagerhalle, während der Pick-up im Hintergrund steht. Gegen Ende ist er von weiteren Mitgliedern seines Labels Shok Muzik umgeben und rappt den Text aggressiv in die Kamera.

## Reaktionen
Der Disstrack hatte verschiedene Antworten anderer Rapper zur Folge. Zunächst reagierte Azad mit dem Song A.Z. Pitbull vs. Shmok Muzik, der auf seinem Album Der Bozz – Remix-Version erschien. Wenig später veröffentlichten Fler, Alpa Gun und Bass Sultan Hengzt den Antworttrack Das is los!, zu dem auch ein Musikvideo erschien. Fler reagierte des Weiteren mit dem Song Pop-Muzik, auf dem auch der Rapper G-Hot vertreten ist. Beide Songs erschienen im Februar 2007 auf seinem Mixtape Airmax Muzik.

## Single

### Covergestaltung
Das Singlecover zeigt D-Irie, der den Betrachter mit ernstem Blick ansieht, wobei er drei Würfel in die Luft wirft. Links oben im Bild befindet sich der weiße Schriftzug D Irie, während der Titel Was jetzt lo§!?!, ebenfalls in Weiß, rechts unten steht. Im Hintergrund sind die nächtlichen Umrisse einer Brücke zu sehen.

### Titelliste
1. Was jetzt los!?! (Radioversion) – 3:41
2. Was jetzt los!?! (TC Roc 365 Remix) – 4:07
3. Mein Leben – 3:38
4. Was jetzt los!?! (Albumversion) – 3:41
5. Was jetzt los!?! (Video) – 4:10

### Chartplatzierungen
Was jetzt los!?! stieg am 27. Oktober 2006 auf Platz 49 in die deutschen Singlecharts ein und belegte in den folgenden Wochen die Ränge 54 und 56. Insgesamt war der Song sechs Wochen lang in den Top 100 vertreten.
| ChartsChartplatzierungen | Höchstplatzierung | Wochen |
| ------------------------ | ----------------- | ------ |
| Deutschland (GfK)        | 49 (6 Wo.)        | 6      |